# No Skin Off My Ass
No Skin Off My Ass è un film del 1991 scritto e diretto da Bruce LaBruce al suo esordio alla regia di un lungometraggio.
La pellicola è un libero adattamento del romanzo di Peter Miles Quel freddo giorno nel parco, già adattato per il grande schermo da Robert Altman nel film omonimo del 1969. LaBruce girò il film con l'intenzione di portare alla ribalta il sottotesto omoerotico del romanzo, che Altman aveva tagliato interamente nel proprio adattamento cinematografico.

## Trama
Un parrucchiere punk si invaghisce di un naziskin. Jonesy, la sorella dello skinhead, è una regista lesbica che prova a far mettere il parrucchiere e il fratello insiemo mentre lavora a un documentario sull'Esercito di Liberazione Simbionese.

## Produzione
Il film fu girato a Toronto con un budget di quattordicimila dollari.

## Distribuzione
Il film ebbe la sua prima nel 1991 in occasione del Chicago Lesbian & Gay International Film Festival.

## Accoglienza
Il film fu accolto positivamente dalla critica durante le diverse proiezioni nei festival cinematografici del 1991 e del 1992.

## Curiosità
Kurt Cobain dichiarò che No Skin Off My Ass fosse il suo film preferito.